# 加五里駅
加五里駅（カオリえき）は、大韓民国ソウル特別市江北区水踰洞にある牛耳新設軽電鉄の駅。

## 駅構造
相対式ホーム2面2線の地下駅。出口は2箇所ある。

### のりば
- のりばの番号は存在しない。

| 上り | ●牛耳新設線 | 4.19民主墓地・北漢山牛耳方面 |
| 下り | ●牛耳新設線 | 華渓・新設洞方面             |

## 駅周辺
- 江北文化芸術会館
- ソウル牛耳初等学校
- 国立リハビリ院
- ソウル英語体験村水踰キャンプ
- 仁寿洞住民センター
- ソウル仁寿初等学校
- 仁寿中学校

## 歴史
- 2017年
  - 3月2日 - 駅名を 「加五里駅」に決定[1]。
- 9月2日 - 駅開業。

## 隣の駅
牛耳新設軽電鉄
● ソウル軽電鉄牛耳新設線
4.19民主墓地駅  - 加五里駅  -  華渓駅